# Christiano François
Christiano François (Cabaret, Haití; 17 de julio de 1993) es un futbolista haitiano. Juega de delantero y su equipo actual es el Loudoun United FC de la USL Championship. Es internacional absoluto por la selección de Haití desde 2019.
François migró a Estados Unidos tras el terremoto de Haití de 2010, donde comenzó su carrera en ese país.

## Trayectoria
Debutó por la selección de Haití el 7 de septiembre de 2019 ante Curaçao.

## Clubes
| Club                             | País           | Año           |
| -------------------------------- | -------------- | ------------- |
| Central Jersey Spartans          | Estados Unidos | 2011          |
| Maryland Terrapins (Universidad) | Estados Unidos | 2012-2013     |
| Baltimore Bohemians              | Estados Unidos | 2013          |
| D.C. United                      | Estados Unidos | 2014          |
| Richmond Kickers (Cedido)        | Estados Unidos | 2014          |
| Ironbound Soul SC                | Estados Unidos | 2014          |
| SC Vila Real                     | Portugal       | 2015          |
| FC Felgueiras 1932               | Portugal       | 2015-2016     |
| FC Motown                        | Estados Unidos | 2016          |
| Rochester Rhinos                 | Estados Unidos | 2017          |
| Pittsburgh Riverhounds SC        | Estados Unidos | 2018          |
| Ottawa Fury                      | Canadá         | 2019          |
| Reno 1868                        | Estados Unidos | 2020          |
| Miami FC                         | Estados Unidos | 2021          |
| El Paso Locomotive               | Estados Unidos | 2022          |
| Rio Grande Valley FC             | Estados Unidos | 2023          |
| Loudoun United FC                | Estados Unidos | 2024-presente |